# Anthony Lopes
Anthony Lopes (Givors, 1990. október 1. –) francia születésű portugál válogatott labdarúgó, 2025-től a francia Nantes játékosa.

## Pályafutása

### Klubcsapatban
Anthony Lopes Givors városában született, francia anya és portugál apa gyermekeként. Kilencéves korában csatlakozott a Lyon utánpótlás akadémiájához. Az első csapat keretéhez a 2012–13-as szezont megelőzően került fel, ahol eleinte Rémy Vercoutre és Mathieu Valverde mögött harmadik számú kapusnak számított. 2012. október 31-én, az Nice elleni 3–1-es vereség alkalmával debütált a Ligakupában. December 6-án az Európa-ligában is lehetőséget kapott az izraeli Íróní Kirjat Smóná ellen. A Lyon 2–0-ra megnyerte a mérkőzést és továbbjutott a kieséses szakaszba.
2013. április 28-án a bajnokságban is bemutatkozott a Saint-Étienne elleni rangadón. A mérkőzés során kétszer is bravúrral mentett, először Pierre-Emerick Aubameyang helyzeténél, majd Kurt Zouma fejesénél. Első szezonjában öt bajnokin kapott lehetőséget. A lyon harmadik helyen zárta a bajnokságot és kvalifikálta magát a Bajnokok Ligájába.
A következő idény elején Vercourtre sérülését követően Lopes lett a csapat első számú kapusa, és helyét posztriválisának felépülését követően is megtartotta, annak ellenére, hogy ő is kettős csigolyatörést szenvedett 2013 novemberének elején. 2014. április 19-én a Stade de France-ban a Paris Saint-Germain ellen 1–2-es vereséget szenvedtek a Ligakupa döntőjében.
2016. december 3-án egy bajnoki során egy védést követően sérült meg a Metz elleni bajnokin a Stade Saint-Symphorienben.
2019. március 13-án a Barcelona elleni Bajnokok Ligája-nyolcaddöntő mérkőzésen a 22. percben Philippe Coutinhóval ütközött és néhány percig ápolni kellett, majd 10 perc elteltével Mathieu Gorgelin érkezett csereként a helyére. 2022. január 9-én a Paris Saint-Germain ellen 400. tétmérkőzésén lépett pályára a felnőtt csapatban. 2022 júniusában 2025. június 30-ig meghosszabbította a szerződését a klubbal. 2023. február 28-án a Grenoble ellen  2–1-re megnyert kupamérkőzésen eltört az ujja, de végig játszotta a mérkőzést.
2024. december 30-án közös megegyezéssel felbontotta szerződését a Lyonnal, majd 2025. január 1-jén a Nantes szerződtette.

### A válogatottban
Lopes szülei révén a francia és a portugál válogatottban is szerepelhetett volna, ő pedig az utóbbi nemzeti csapatot választotta. 2015. március 31-én mutatkozott be a nemzeti csapatban, a Zöld-foki Köztársaság elleni barátságos találkozón elszenvedett 0–2-ás vereség alkalmával. Ő volt a 2016-os Európa-bajnokságon az aranyérmes portugál válogatott első számú kapusa. Bekerült a 2018-as labdarúgó-világbajnokságra utazó keretbe. A 2022-es labdarúgó-világbajnokságra készülő 55 fős bőkeretnek a tagja volt, de a szűkítés során már nem számolt vele Fernando Santos szövetségi kapitány.

## Sikerei, díjai

### Klub
- Lyon
  - Francia kupa: 2011–12
  - Francia szuperkupa: 2012

### Válogatott
- Portugália
  - Európa-bajnok: 2016

### Egyéni
- Bajnokok Ligája –a szezon csapata (1): 2019–20

## Statisztikái

### Klubcsapatban
2023. szeptember 4-én lett frissítve.
| Klub     | Szezon   | League    | League | League | Nemzeti kupa | Nemzeti kupa | Ligakupa | Ligakupa | Nemzetközi kupa | Nemzetközi kupa | Egyéb | Egyéb | Összesen | Összesen |
| Klub     | Szezon   | Bajnokság | Mérk.  | Gólok  | Mérk.        | Gólok        | Mérk.    | Gólok    | Mérk.           | Gólok           | Mérk. | Gólok | Mérk.    | Gólok    |
| -------- | -------- | --------- | ------ | ------ | ------------ | ------------ | -------- | -------- | --------------- | --------------- | ----- | ----- | -------- | -------- |
| Lyon     | 2012–13  | Ligue 1   | 5      | 0      | 0            | 0            | 1        | 0        | 1               | 0               | —     | —     | 7        | 0        |
| Lyon     | 2013–14  | Ligue 1   | 32     | 0      | 0            | 0            | 4        | 0        | 13              | 0               | —     | —     | 49       | 0        |
| Lyon     | 2014–15  | Ligue 1   | 38     | 0      | 2            | 0            | 1        | 0        | 4               | 0               | —     | —     | 45       | 0        |
| Lyon     | 2015–16  | Ligue 1   | 37     | 0      | 3            | 0            | 0        | 0        | 6               | 0               | 1     | 0     | 47       | 0        |
| Lyon     | 2016–17  | Ligue 1   | 37     | 0      | 2            | 0            | 0        | 0        | 14              | 0               | 1     | 0     | 54       | 0        |
| Lyon     | 2017–18  | Ligue 1   | 34     | 0      | 4            | 0            | 0        | 0        | 10              | 0               | —     | —     | 48       | 0        |
| Lyon     | 2018–19  | Ligue 1   | 34     | 0      | 5            | 0            | 0        | 0        | 8               | 0               | —     | —     | 47       | 0        |
| Lyon     | 2019–20  | Ligue 1   | 26     | 0      | 4            | 0            | 1        | 0        | 10              | 0               | —     | —     | 41       | 0        |
| Lyon     | 2020–21  | Ligue 1   | 38     | 0      | 1            | 0            | —        | —        | —               | —               | —     | —     | 39       | 0        |
| Lyon     | 2021–22  | Ligue 1   | 34     | 0      | 0            | 0            | —        | —        | 8               | 0               | —     | —     | 42       | 0        |
| Lyon     | 2022–23  | Ligue 1   | 32     | 0      | 5            | 0            | —        | —        | —               | —               | —     | —     | 37       | 0        |
| Lyon     | 2023–24  | Ligue 1   | 1      | 0      | 0            | 0            | —        | —        | —               | —               | —     | —     | 1        | 0        |
| Lyon     | Összesen | Összesen  | 348    | 0      | 26           | 0            | 7        | 0        | 74              | 0               | 2     | 0     | 457      | 0        |
| Összesen | Összesen | Összesen  | 348    | 0      | 26           | 0            | 7        | 0        | 74              | 0               | 2     | 0     | 457      | 0        |

### A válogatottban
2021. szeptember 4-én lett frissítve.
| 2015     | 2  | 0 |
| 2016     | 2  | 0 |
| 2017     | 1  | 0 |
| 2018     | 2  | 0 |
| 2019     | 0  | 0 |
| 2020     | 3  | 0 |
| 2021     | 4  | 0 |
| összesen | 14 | 0 |